# Olympische Winterspiele 1948/Teilnehmer (Schweiz)
| Gelbes Symbol für Goldmedaillen mit stilisierten Olympischen Ringen | Graues Symbol für Silbermedaillen mit stilisierten Olympischen Ringen | Braundes Symbol für Bronzemedaillen mit stilisierten Olympischen Ringen |
| ------------------------------------------------------------------- | --------------------------------------------------------------------- | ----------------------------------------------------------------------- |
| 3                                                                   | 4                                                                     | 3                                                                       |

Die Schweiz nahm an den V. Olympischen Winterspielen 1948 in St. Moritz mit einer Delegation von 70 Athleten, davon elf Frauen, teil. Sie war zum zweiten Mal nach 1928 Gastgeberin von Olympischen Winterspielen.
Fahnenträger bei der Eröffnungsfeier war der Bobfahrer Felix Endrich. Bei der Schlussfeier trug der Skifahrer Karl Molitor die Schweizer Fahne.
| Männliche Teilnehmer aus der Schweiz | Männliche Teilnehmer aus der Schweiz | Männliche Teilnehmer aus der Schweiz | Männliche Teilnehmer aus der Schweiz | Männliche Teilnehmer aus der Schweiz |
| Sportart                             | Sportler | Disziplin                            | Platz                                | Bemerkung                            |
| ------------------------------------ | --- | ------------------------------------ | ------------------------------------ | ------------------------------------ |
| Bob                                  | Fritz Feierabend Fritz Waller Felix Endrich Heinrich Angst | Viererbob                            | 4                                    | Schweiz I                            |
| Bob                                  | Franz Kapus Rolf Spring Bernhard Schilter Paul Hans Eberhard | Viererbob                            | 8                                    | Schweiz II                           |
| Bob                                  | Fritz Feierabend Paul Hans Eberhard | Zweierbob                            | Silber                               | Schweiz I                            |
| Bob                                  | Felix Endrich Fritz Waller | Zweierbob                            | Gold                                 | Schweiz II                           |
| Eishockey                            | Hans Bänninger Alfred Bieler Heinrich Boller Ferdinand Cattini Hans Cattini Hans Dürst Walter Dürst Emil Handschin Heini Lohrer Werner Lohrer Reto Perl Gebhard Poltera Ulrich Poltera Beat Rüedi Otto Schubiger Richard Torriani Hans Trepp | –                                    | Bronze                               |                                      |
| Eiskunstlauf                         | Karl Enderlin | Herren                               | 14                                   |                                      |
| Eiskunstlauf                         | Hans Gerschwiler | Herren                               | Silber                               |                                      |
| Eiskunstlauf                         | Hans Kuster | Paarlauf                             | 12                                   | zusammen mit Luny Unold              |
| Eisschnelllauf                       | Alfred Altenburger | 5000 m                               | 39                                   |                                      |
| Eisschnelllauf                       | Heinz Hügelshofer | 5000 m                               | 33                                   |                                      |
| Eisschnelllauf                       | Rudolf Kleiner | 500 m                                | 39                                   |                                      |
| Eisschnelllauf                       | Rudolf Kleiner | 1500 m                               | 42                                   |                                      |
| Eisschnelllauf                       | Sepp Rogger | 1500 m                               | 43                                   |                                      |
| Eisschnelllauf                       | Sepp Rogger | 5000 m                               | 34                                   |                                      |
| Eisschnelllauf                       | Hanspeter Vogt | 1500 m                               | 34                                   |                                      |
| Skeleton                             | Dialma Balsegia | –                                    | dnf                                  |                                      |
| Skeleton                             | Milo Bigler | –                                    | dnf                                  |                                      |
| Skeleton                             | Christian Fischbacher | –                                    | dnf                                  |                                      |
| Skeleton                             | Gottfried Kägi | –                                    | 5                                    |                                      |
| Ski Alpin                            | Karl Gamma | Slalom                               | dnf                                  |                                      |
| Ski Alpin                            | Fernand Grosjean | Abfahrt                              | 8                                    |                                      |
| Ski Alpin                            | Fernand Grosjean | Kombination                          | 16                                   |                                      |
| Ski Alpin                            | Karl Molitor | Abfahrt                              | Bronze                               |                                      |
| Ski Alpin                            | Karl Molitor | Kombination                          | Silber                               |                                      |
| Ski Alpin                            | Karl Molitor | Slalom                               | 8                                    |                                      |
| Ski Alpin                            | Adolf Odermatt | Abfahrt                              | 11                                   |                                      |
| Ski Alpin                            | Adolf Odermatt | Kombination                          | 15                                   |                                      |
| Ski Alpin                            | Ralph Olinger | Abfahrt                              | Bronze                               |                                      |
| Ski Alpin                            | Edy Reinalter | Abfahrt                              | 22                                   |                                      |
| Ski Alpin                            | Edy Reinalter | Kombination                          | 10                                   |                                      |
| Ski Alpin                            | Edy Reinalter | Slalom                               | Gold                                 |                                      |
| Ski Alpin                            | Georges Schneider | Slalom                               | 13                                   |                                      |
| Ski Alpin                            | Romedi Spada | Abfahrt                              | 18                                   |                                      |
| Ski Alpin                            | Alfred Stäger | Abfahrt                              | dnf                                  |                                      |
| Ski Nordisch                         | Niklaus Stump Robert Zurbriggen Max Müller Edi Schild | 4 × 10 km Langlauf                   | 5                                    |                                      |
| Ski Nordisch                         | Theo Allenbach | 18-km-Langlauf                       | 30                                   |                                      |
| Ski Nordisch                         | Theo Allenbach | Kombination                          | 17                                   |                                      |
| Ski Nordisch                         | Louis Bourban | 50-km-Langlauf                       | 19                                   |                                      |
| Ski Nordisch                         | Karl Bricker | 18-km-Langlauf                       | 41                                   |                                      |
| Ski Nordisch                         | Andreas Däscher | Spezialsprunglauf                    | 17                                   |                                      |
| Ski Nordisch                         | Willy Klopfenstein | Spezialsprunglauf                    | 13                                   |                                      |
| Ski Nordisch                         | Max Müller | 18-km-Langlauf                       | 25                                   |                                      |
| Ski Nordisch                         | Max Müller | 50-km-Langlauf                       | 17                                   |                                      |
| Ski Nordisch                         | Gottlieb Perren | 18-km-Langlauf                       | 43                                   |                                      |
| Ski Nordisch                         | Gottlieb Perren | Kombination                          | 18                                   |                                      |
| Ski Nordisch                         | Edi Schild | 18-km-Langlauf                       | 20                                   |                                      |
| Ski Nordisch                         | Edi Schild | 50-km-Langlauf                       | 6                                    |                                      |
| Ski Nordisch                         | Niklaus Stump | 18-km-Langlauf                       | 20                                   |                                      |
| Ski Nordisch                         | Niklaus Stump | Kombination                          | 4                                    |                                      |
| Ski Nordisch                         | Alfons Supersaxo | 18-km-Langlauf                       | 34                                   |                                      |
| Ski Nordisch                         | Alfons Supersaxo | Kombination                          | 13                                   |                                      |
| Ski Nordisch                         | Victor Borghi | 50-km-Langlauf                       | DNF                                  |                                      |
| Ski Nordisch                         | Fritz Tschannen | Spezialsprunglauf                    | 9                                    |                                      |
| Ski Nordisch                         | Hans Zurbriggen | Spezialsprunglauf                    | 10                                   |                                      |
| Ski Nordisch                         | Robert Zurbriggen | 18-km-Langlauf                       | 26                                   |                                      |

| Weibliche Teilnehmer aus der Schweiz | Weibliche Teilnehmer aus der Schweiz | Weibliche Teilnehmer aus der Schweiz | Weibliche Teilnehmer aus der Schweiz | Weibliche Teilnehmer aus der Schweiz |
| Sportart                             | Sportler                             | Disziplin                            | Platz                                | Bemerkung                            |
| ------------------------------------ | ------------------------------------ | ------------------------------------ | ------------------------------------ | ------------------------------------ |
| Eiskunstlauf                         | Doris Blanc                          | Damen                                | 25                                   |                                      |
| Eiskunstlauf                         | Lotti Höner                          | Damen                                | 23                                   |                                      |
| Eiskunstlauf                         | Maya Hug                             | Damen                                | 15                                   |                                      |
| Eiskunstlauf                         | Luny Unold                           | Paarlauf                             | 12                                   | zusammen mit Hans Kuster             |
| Ski Alpin                            | Olivia Ausoni                        | Abfahrt                              | 24                                   |                                      |
| Ski Alpin                            | Olivia Ausoni                        | Slalom                               | 17                                   |                                      |
| Ski Alpin                            | Olivia Ausoni                        | Kombination                          | 26                                   |                                      |
| Ski Alpin                            | Rosmarie Bleuer                      | Abfahrt                              | 9                                    |                                      |
| Ski Alpin                            | Rosmarie Bleuer                      | Kombination                          | 6                                    |                                      |
| Ski Alpin                            | Rosmarie Bleuer                      | Slalom                               | 13                                   |                                      |
| Ski Alpin                            | Renée Clerc                          | Slalom                               | 5                                    |                                      |
| Ski Alpin                            | Antoinette Meyer                     | Abfahrt                              | 11                                   |                                      |
| Ski Alpin                            | Antoinette Meyer                     | Slalom                               | Silber                               |                                      |
| Ski Alpin                            | Lina Mittner                         | Abfahrt                              | 5                                    |                                      |
| Ski Alpin                            | Lina Mittner                         | Kombination                          | 14                                   |                                      |
| Ski Alpin                            | Irène Molitor                        | Abfahrt                              | 14                                   |                                      |
| Ski Alpin                            | Hedy Schlunegger                     | Abfahrt                              | Gold                                 |                                      |
| Ski Alpin                            | Hedy Schlunegger                     | Kombination                          | 8                                    |                                      |